# Erastriopis lativitta
Erastriopis lativitta là một loài bướm đêm trong họ Noctuidae.